# Óscar Bergasa
Óscar Bergasa Perdomo (Las Palmas de Gran Canaria, 1941) es un economista, jurista, sociólogo, profesor universitario y político socialista español.

## Biografía
Doctor en Derecho y en Economía (1984, Universidad Complutense de Madrid), máster en Sociología por la Complutense y en Economía por La Sorbona de París, es director de la cátedra de Economía Canaria de la Real Sociedad Económica de Amigos del País de Gran Canaria y profesor titular del departamento de Economía Aplicada en la Universidad de Las Palmas, así como coordinador de Economía del sector público.
Miembro del Partido Socialista Obrero Español (PSOE), fue diputado por la circunscripción electoral de Las Palmas en las elecciones generales de 1989. En su actividad parlamentaria en la IV Legislatura fue vocal de la Comisión de Economía y Comercio y ponente en once proyectos de ley, diez de ellos de naturaleza económica o tributaria. De 1991 a 1993 fue consejero de Economía y Hacienda del Gobierno de Canarias en el segundo mandato de Jerónimo Saavedra, y en 2009 fue nombrado Hijo Predilecto de Las Palmas.

## Obras
Sus trabajos académicos se han desarrollado en torno a la economía pública, la economía canaria, tanto en sus relaciones con la España peninsular como con América, así como algunos sectores económicos singulares de las islas como el cultivo y monopolio del tabaco. Es autor, entre otras muchas obras, de:
- Oscar Bergasa Perdomo; Eric Bergasa López (2012). «La economía de los recursos naturales, ambientales y energéticos».  En Jorge Malfeito Gaviro, ed. Introducción a la economía mundial. ISBN 978-84-92954-27-8.
- Oscar Bergasa Perdomo; Antonio González Viéitez (2003). Desarrollo y subdesarrollo en la economía canaria. Ediciones Idea. ISBN 84-96161-07-2.
- Oscar Bergasa Perdomo (2001). Economía pública moderna. Ediciones Pirámide. ISBN 84-368-1575-0.
- — (1986).  Gobierno de Canarias: Consejería de Hacienda, ed. Perspectivas de la hacienda pública de Canarias. ISBN 84-505-4045-3.